# ミチアロ空港
ミチアロ空港（Mitiaro Airport、Mitiaro airstrip）は、クック諸島のミチアロ島の空港。
1977年、ミチアロ島の北部に島民によって建設され、1980年代初頭に滑走路の延伸と共にサンゴを用いて舗装された。
舗装に使用されたサンゴは、柔らかく脆いため他のクック諸島の空港よりも補修頻度が高くなっているが、2013年に行われた補修工事でもサンゴが使用されている。
運営は月曜日から金曜日の午前8時から午後4時までに限られ、日曜日は救急目的に限られている。

## 路線
| 航空会社       | 目的地             | 便数            |
| -------------- | ------------------ | --------------- |
| ラロトンガ航空 | ラロトンガ国際空港 | 週2便（月、金） |

一時期週3便が運航されていたが、滑走路の劣化を受けて2013年に2便に縮小されている。また、かつてはアチウ空港、マウケ空港との間の便も運航されていたことが知られているが、現在は運航されていない。